# Mahulena Bočanová
Mahulena Bočanová (18. března 1967 Praha) je česká herečka.

## Život
Vystudovala Pražskou konzervatoř, obor hudebně-dramatický. Již během studií získala angažmá v Národním divadle, kde účinkovala ve hrách Vassa Železnovová a  Rozbitý džbán. Dva roky po ukončení studia nastoupila do Činoherního klubu, kde ztvárnila role v inscenacích jako Ivanov, Obsluhoval jsem anglického krále, Žebrácká opera, Pitvora, Dům a Lesoduch. 
Po sametové revoluci odjela na několik let na Kypr, po návratu spolupracovala s režisérem Ivo Krobotem na inscenaci Sex noci svatojánské. V Činoherním klubu hraje ve hře Dámský krejčí.
Pravidelně vystupuje také v soukromém divadelním souboru Háta, kde hrála v představeních Prolhaná Ketty, Láska, sex a žárlivost, Klíče na neděli, Rozmarný duch, To byl teda silvestr!. Nyní účinkuje v hrách Světáci, Vztahy na úrovni, Do ložnice vstupujte jednotlivě!, Hvězdné manýry a Zamilovaný Sukničkář.

## Televizní a filmová dráha
Na televizních obrazovkách se objevila v seriálu Chalupáři, ve kterém si získala uznání diváků svou dětskou rolí, dále ve filmech Bohoušův syn, Kozí příběh – pověsti staré Prahy, Kozí příběh se sýrem, nebo v seriálech Pan Tau, Lucie, postrach ulice, Návštěvníci, O nejchytřejší princezně, Jak se princ učil řemeslu, O princi, který měl o kolečko víc, Golet v údolí, Kouzelný měšec, Tábor padlých žen nebo Post Coitum. Objevila se také v retro seriálu Vyprávěj, a v seriálech Mazalové, Všechny moje lásky, Stopy života, Ordinace v růžové zahradě 2.
V roce 2006 se zúčastnila první řady pořadu České televize StarDance …když hvězdy tančí, ve druhé řadě (2007) byla porotkyní.
Od ledna 2008 je hlasem zvukové grafiky Českého rozhlasu 1 – Radiožurnálu.

## Osobní život
Mahulena Bočanová je dcerou architekta Jana Bočana; český režisér Hynek Bočan není jejím příbuzným, jedná se o shodu jmen. 
Bočanová byla vdaná za podnikatele Viktora Mráze, se kterým má autistickou dceru Márinku (* 2001).

## Filmografie (výběr)

### 1975
- seriál Chalupáři – Miluška

### 1976
- Léto s kovbojem – Lenka, Honzova nevlastní sestra

### 1983
- Lucie, postrach ulice – Lída z Osvaldovy party
- …a zase ta Lucie! – Lída z Osvaldovy party
- Návštěvníci – dcera předsedy světové rady

### 1984
- Výbuch bude v pět – Bíba

### 1987
- O nejchytřejší princezně – princezna
- Podivná nevěsta – Serpencie

### 1989
- O podezíravém králi – královna Charlotta

### 1995
- Golet v údolí – Brana

### 1996
- Kouzelný měšec – Bludimíra

### 2004
- Post Coitum – Messalina

### 2008
- Kozí příběh – Máca

### 2012
- Kozí příběh se sýrem – Máca

### 2009–2013
- Vyprávěj – Milada

### 2020–2021
- Ordinace v růžové zahradě 2 – MUDr. Darina Márová